# Nouneh Sarkissjan

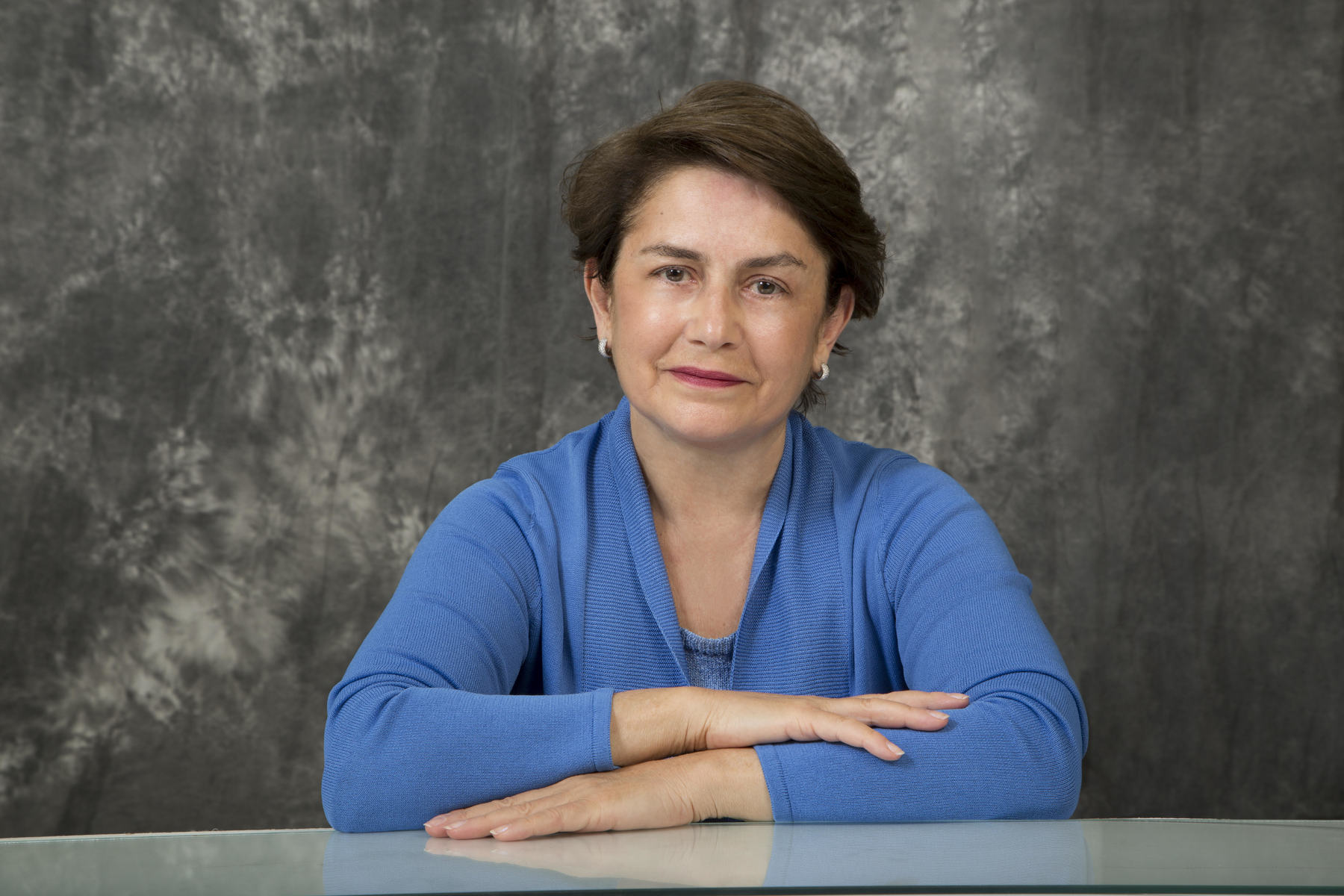
Nouneh Sarkissjan (2018)

Nouneh Sarkissjan (armenisch Նունե Սարգսյան, russisch Нуне Саркисян; * 6. März 1954 in Jerewan, Armenische SSR, Sowjetunion) ist eine armenische Autorin und Kunsthistorikerin. Sie ist seit April 2018 First Lady ihres Landes.

## Leben und Wirken
Nouneh Sarkissjan wurde am 6. März 1954 in Jerewan geboren. Ihre Mutter war Lehrerin, ihr Vater Journalist. Sie absolvierte ein Studium der Romanistik und Germanistik an der Staatlichen Universität Jerewan und arbeitete anschließend am Forschungsinstitut für antike Manuskripte in Jerewan. Sie heiratete 1978 den Physikprofessor Armen Sarkissjan und wurde Mutter von zwei Söhnen. Seit 1991 lebte sie längere Zeit mit ihrer Familie in London und erwarb einen Master in Kunstgeschichte am Goldsmiths College der Universität London.
Sarkissjan verfasst seit ihren frühen Studienjahren Artikel über Kunst, Musik und Kultur. Sie schreibt und spricht Kinder- und Hörbücher. Diese erschienen in Armenisch, Englisch und Russisch. Zielgruppe sind Kinder im Alter von 3 bis 13 Jahren. Ihr Buch Der kahle Igel wurde als Ballett, andere Werke wurden im Puppentheater aufgeführt. Sarkissjan arbeitet selbst auch künstlerisch und förderte Ausstellungen und Konzerte.
Ihr Ehemann wurde am 4. November 1996 für fünf Monate armenischer Premierminister und am  9. April 2018 Staatspräsident. Nouneh Sarkissjan wurde am 25. Juli 2018 mit dem Großkreuz (Cavaliere di Gran Croce) des Verdienstordens der Italienischen Republik ausgezeichnet.

## Werke (Auswahl)
Kinderbücher:
- «Սադափ» (Sadap, ein wahres Märchen. Illustrationen: Agnes Avagyan) Alchemist, 2005.
- The Magic Buttons. Quartet, London 2015.
  - «Կախարդական կոճակներ»(Die magischen Knöpfe;  Illustrationen: Agnes Avagyan) 2020.
- «Նըռան հադիգներ» (Granatapfelkerne). Armenisch (verschiedene Dialekte), Russisch. Alchemist, 2016.
- «Թզուկ Մզուկը» (Tzuk-Mzuk). Alchemist, 2016.
  - «Թըզուկ Մըզուկը. Արցախի բարբաṛով». Armenischer Dialekt. Alchemist, 2017.
- «Թակավորն ու վիշաբը» (Der König und der Drache). Armenisch, Russisch. Alchemist, 2017.
- The Adventures of Bluey and Pinkie (Illustrationen von der Enkelin Savannah Sarkissjan). Alchemist, ohne Jahr.

Hörbücher für Kinder, selbst gelesen:
- Helden (auch in Russisch).
- Drei Drachen.
- Drache Nessy (auch in Russisch).
- Der kahle Igel.
- Wie der kleine Elephant atmen lernte.

Weitere Bücher:
- mit Mane Grigoryan, Harutʻyun Mansuryan: Lragroghneri anvtangutʻyuně. Jerewan 2018.